# (Butadiène)fer tricarbonyle
Le (butadiène)fer tricarbonyle est un composé organofer de formule chimique (η4-C4H6)Fe(CO)3. C'est un complexe de coordination du butadiène qui a fait l'objet de nombreux travaux et dont la molécule adopte une configuration en en tabouret de piano. Il se présente sous la forme d'un liquide visqueux orangé qui gèle juste en-dessous de la température ambiante. Il a été obtenu pour la première en chauffant du pentacarbonyle de fer Fe(CO)5 avec du butadiène CH2=CH−CH=CH2.

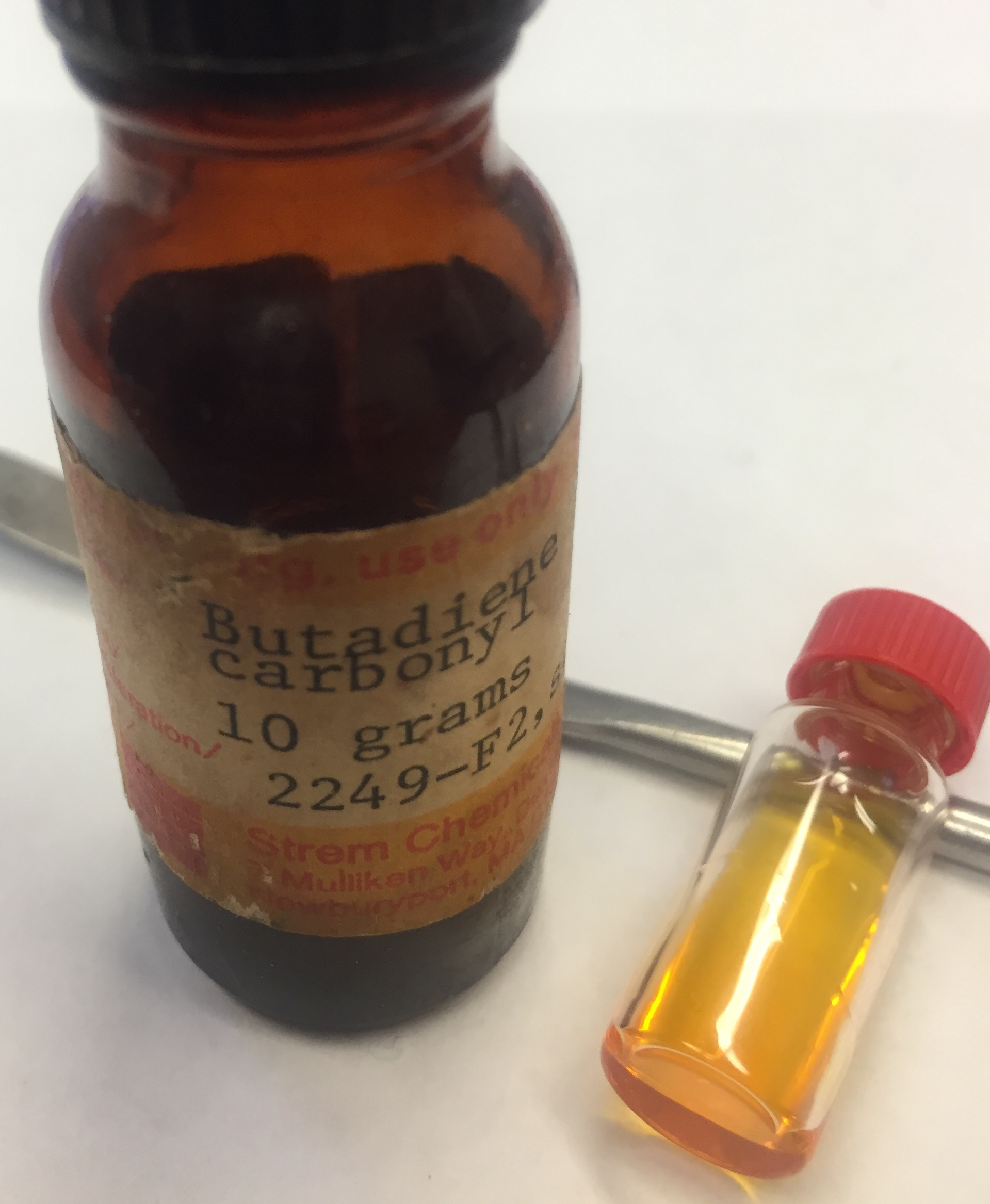
Fioles de (C4H6)Fe(CO)3.

## Composés apparentés
Les complexes de fer(0) avec des diènes conjugués ont fait l'objet de nombreuses études. Dans la série du butadiène, on a pu cristalliser (η2-C4H6)Fe(CO)4 et (η2:η2-C4H6)(Fe(CO)4)2. On connaît des complexes impliquant des butadiènes substitués ainsi que des espèces apparentées. Le (η4-isoprène)fer tricarbonyle est chiral.